# Proletarskyj
Proletarskyj (ukrainisch Пролетарський – ukrainisch offiziell seit dem 12. Mai 2016 Kartuschyne/Картушине; russisch Пролетарский/Proletarski) ist eine Siedlung städtischen Typs im Süden der ukrainischen Oblast Luhansk mit etwa 1500 Einwohnern.

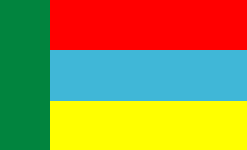
Flagge des Ortes

Der Ort gehört administrativ zur Stadtgemeinde der 11 Kilometer südöstlich liegenden Stadt Rowenky und bildet eine eigene Siedlungsratsgemeinde zu der auch das Dorf Tschapajewka (Чапаєвка) sowie die Ansiedlung Nowoukrajinka (Новоукраїнка) gehören, die Oblasthauptstadt Luhansk befindet sich 47 Kilometer nördlich des Ortes, durch den Ort verläuft die Bahnstrecke Otscheretyne–Swerewo.
Proletarskyj wurde 1894 als Bahnhofssiedlung Kartuschino (Картушино) gegründet (der aktuelle Name wurde in den 1950er Jahren vergeben) und erhielt 1938 den Status einer Siedlung städtischen Typs. Seit dem Sommer 2014 ist der Ort im Verlauf des Ukrainekrieges durch Separatisten der Volksrepublik Lugansk besetzt.